# EFnet
EFnet, förkortning av "Eris Free network", är ett IRC-nätverk med över 100 000 användare. Namnet kommer från en server som hette just Eris på det första stora IRC-nätverket som inte kunde hantera kollisioner. EFnet är alltså en ersättare till det nätverket.